# Le Vent en emporte autant
Pour plus de détails, voir Fiche technique et Distribution.
Le Vent en emporte autant (El viento se llevó lo que) est un film argentin réalisé par Alejandro Agresti et sorti en 1998.

## Fiche technique
- Titre : Le Vent en emporte autant
- Titre original : El viento se llevó lo que
- Réalisation : Alejandro Agresti
- Scénario : Alejandro Agresti
- Photographie : Mauricio Rubinstein
- Musique : Paul M. van Brugge
- Montage : Alejandro Brodersohn
- Dates de sortie :
  - 2 octobre 1998 : Pays-Bas
  - 12 novembre 1998 : Festival du film de Mar-del-Plata
  - 20 janvier 1999 : France[1]

## Distribution
- Vera Fogwill : Soledad
- Fabián Vena : Pedro
- Ángela Molina : María
- Jean Rochefort : Edgard Wexley
- Ulises Dumont : Antonio

## Distinctions
- Prix spécial du jury au Festival international du film de Chicago
- Golden Tulip au Festival international du film d'Istanbul
- Coquille d'or au Festival international du film de San Sebastian[2]